# Surja
Surja (/ˈsuːrjə/; sanskrt सूर्य, IAST: Sūrya) je sonce kot tudi sončno božanstvo v hinduizmu. Tradicionalno je eno od petih glavnih božanstev v tradiciji Smarta, ki se vsa obravnavajo kot enakovredna božanstva v pudži Pančajatana in sredstvo za uresničitev Brahmana. Druga imena Surja v starodavni indijski literaturi so Aditja, Arka, Bhanu, Savitr, Pušan, Ravi, Martanda, Mitra, Bhaskara, Prabhakara, Kathiravan in Vivasvan.
Ikonografija Surja je pogosto prikazana na vozu, vpreženem s konji, ki jih je pogosto sedem, ki predstavljajo sedem barv vidne svetlobe in sedem dni v tednu. V srednjem veku so Surjo častili skupaj z Brahmo podnevi, Šivo opoldne in Višnuja zvečer. V nekaterih starodavnih besedilih in umetnosti je Surja predstavljen sinkretično z Indro, anešo in drugimi. Surja kot božanstvo najdemo tudi v umetnosti in literaturi budizma in džainizma. V Mahabharati in Ramajani je Surja predstavljen kot duhovni oče Rame in Karne (protagonista Ramajane oziroma Mahabharate). Surja je bilo glavno božanstvo, ki so ga častili liki Mahabharate in Ramajane, skupaj s Šivo.
Surja je upodobljen s čakro, ki se razlaga tudi kot Darma čakra. Surja je gospodar Simhe (Leva), enega od dvanajstih ozvezdij v sistemu zodiaka hindujske astrologije. Surja ali Ravi je osnova Ravivare ali nedelje v hindujskem koledarju. Večji festivali in romanja v čast Surji so Makar Sankranti, Pongal, Samba Dašami, Ratha Saptami, Čath pudža in Kumbha Mela.
Še posebej ga častijo v tradiciji Saura, ki jo najdemo v indijskih zveznih državah, kot so Radžastan, Gudžarat, Madja Pradeš, Bihar, Maharaštra, Utar Pradeš, Džharkhand in Odiša.
Ker je kot glavno božanstvo v hinduizmu preživelo dlje kot katera koli večina prvotnih vedskih božanstev, je čaščenje Surje okoli 13. stoletja močno upadlo, morda zaradi muslimanskega uničenja sončnih templjev v severni Indiji. Nove sončne templje so tako rekoč prenehali graditi, nekateri pa so bili pozneje preurejeni v drugo božanstvo. Številni pomembni templji Surja ostajajo, vendar večina ni več aktivna. V nekaterih vidikih se je Surja nagibal k temu, da se združi z vidnimi božanstvi Višnu ali Šiva ali pa se vidi kot njuna podrejena oseba.